# Heu

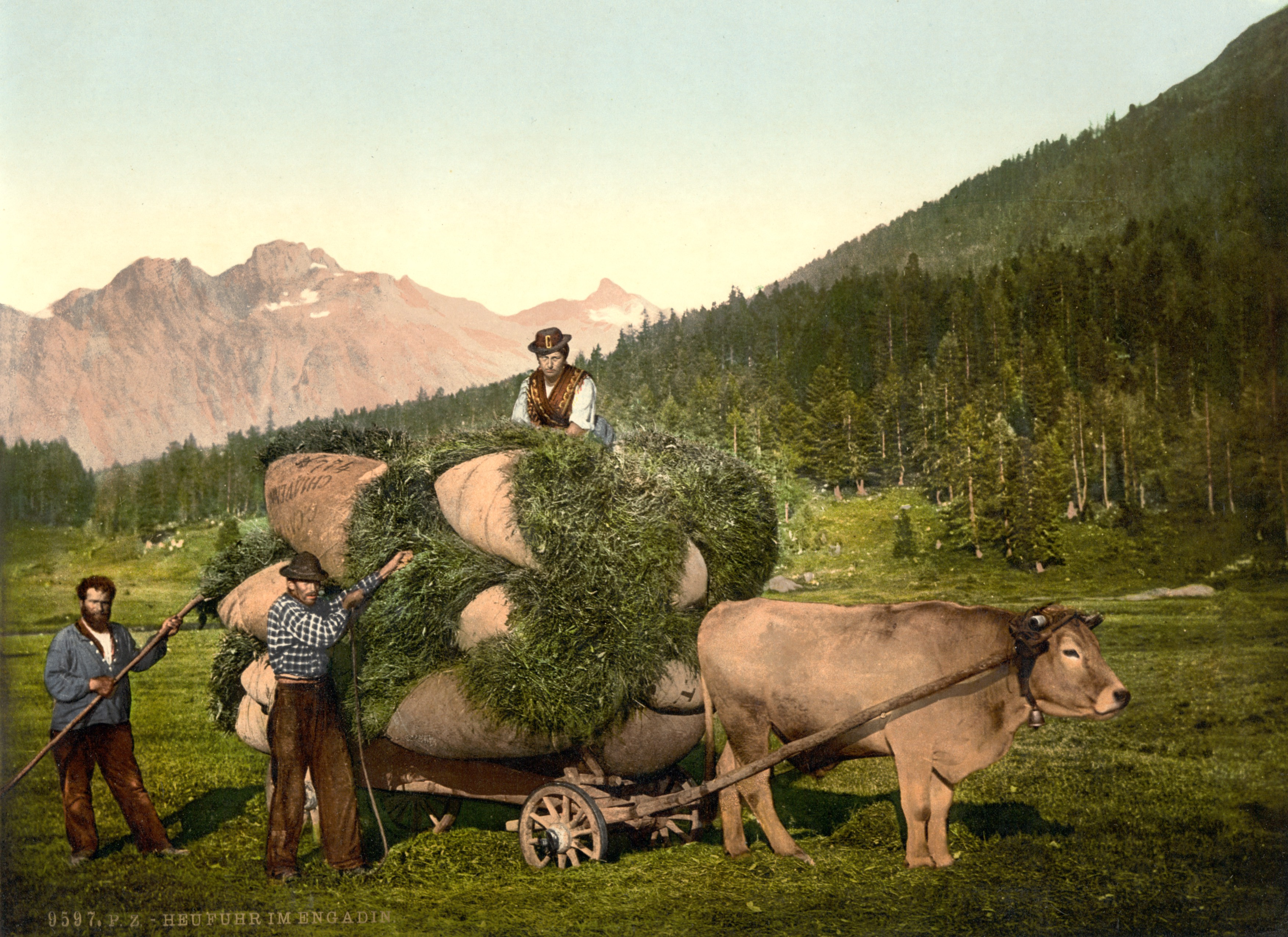
Ochsengespann mit Mähgut im Engadin um 1900 (kolorierte Fotografie)

Als Heu wird die getrocknete oberirdische Biomasse von Grünlandpflanzen wie Gräsern, Kräutern und Hülsenfrüchtlern bezeichnet. Es dient in der Regel als Futter für Nutz- und Haustiere.
Abzugrenzen ist Heu vom Stroh, der getrockneten oberirdischen Biomasse von Druschpflanzen wie Getreide, Leguminosen und Ölpflanzen nach dem Dreschen (mit Entnahme ihrer Samen (Ähren, Schoten, Ölsaat)).

## Gewinnung

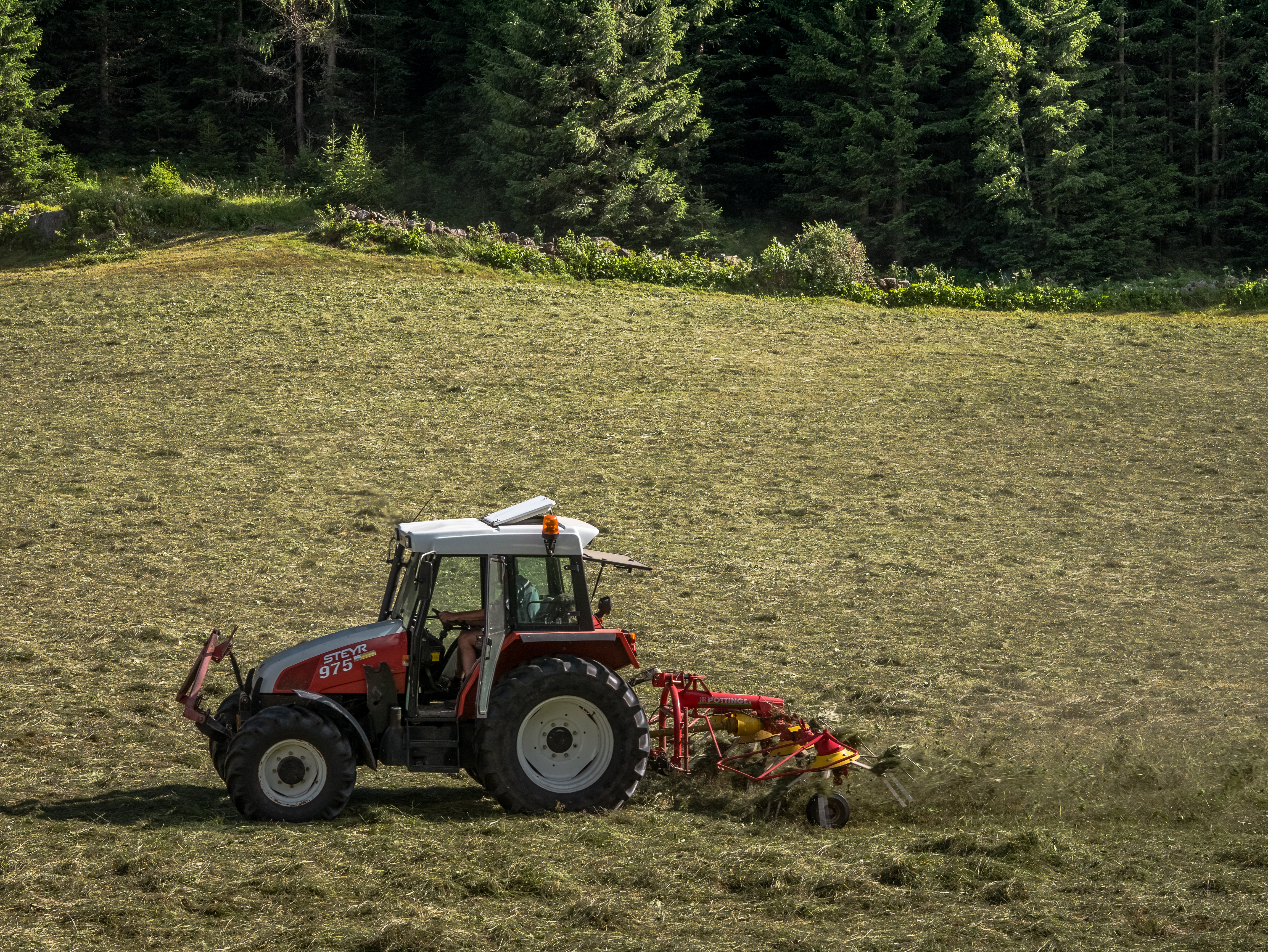
Heuwenden mit dem Kreiselheuer

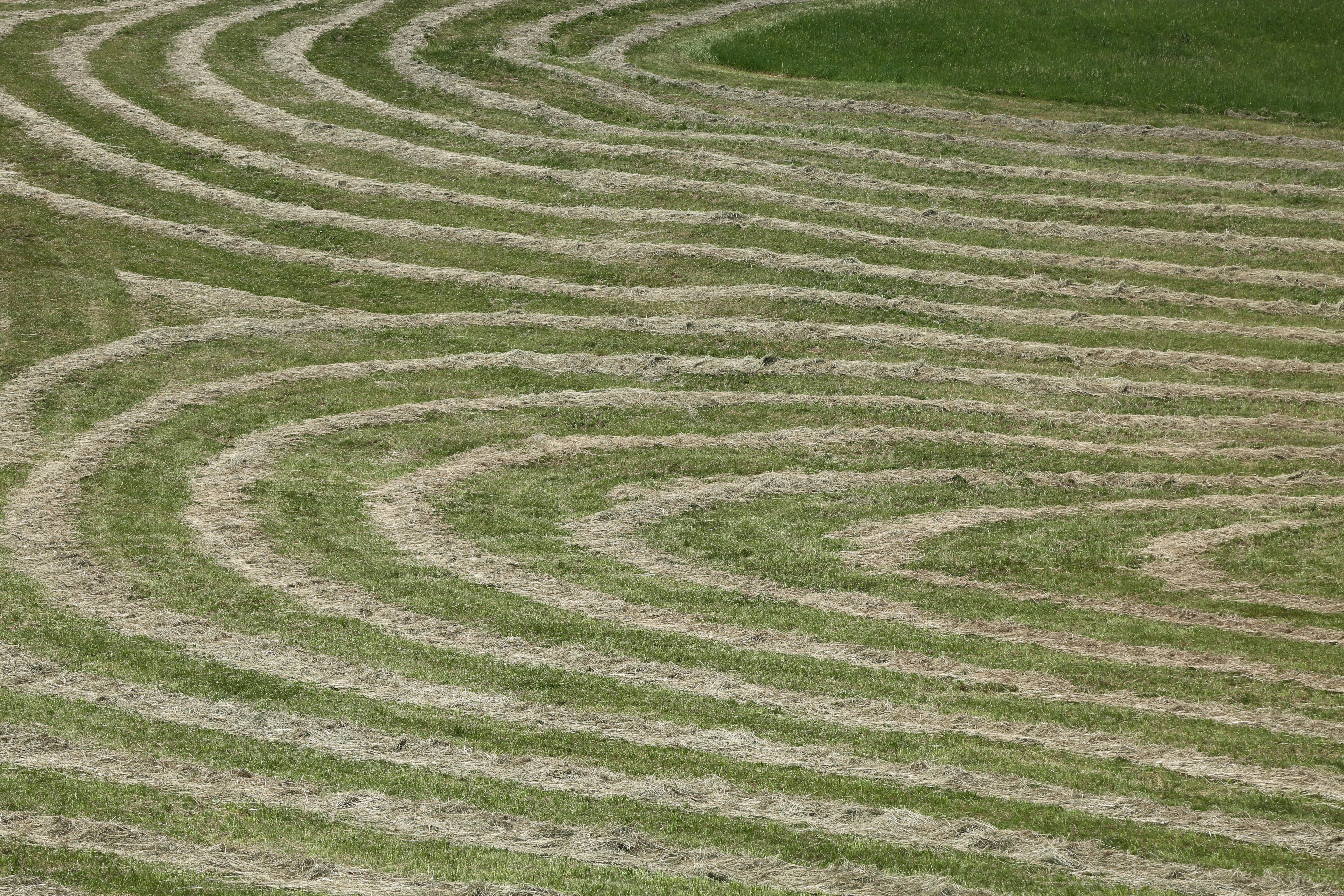
Schwaden

Heu wird gewonnen, indem die auf Grünland wachsenden Gräser und Kräuter gemäht und getrocknet werden. Der Aufwuchs, zum Beispiel von Wiesen, ist nach der Mahd rasch und zugleich schonend so weit zu trocknen, dass durch den Wasserentzug eine Konservierung erzielt wird. Dafür ist in der Regel eine Reduktion auf eine Restfeuchte von 15 % erforderlich, was einem Trockensubstanzgehalt von 85 % entspricht. Hierzu kommen die Verfahren Bodentrocknung, Gerüsttrocknung oder Unterdachtrocknung infrage:

### Bodentrocknung
Bei der Bodentrocknung bleibt der Aufwuchs nach dem Mähen mehrere Tage auf der Grünlandfläche liegen. Je nach Witterung wird das trocknende Mähgut unterschiedlich oft gezettet (auseinandergestreut) und gewendet, zwecks geringerer Befeuchtung durch Tau eventuell zu Nachtschwaden zusammengerecht, um dann zur Abfuhr auf Schwaden gelegt zu werden. Das Zetten, Wenden und Schwaden erfolgt in der Regel maschinell mittels Heuwender und Schwader, in manchen Fällen wie in Steillagen oder auf feuchten Wiesen auch noch von Hand mit Heugabel oder Heurechen. Für die Bodentrocknung sind normalerweise drei bis vier Tage mit günstiger Witterung nötig. Sie ist mit sogenannten Bröckelverlusten durch Abbrechen von Blättchen des Erntegutes verbunden.
Zur Abfuhr wird das Heu in der modernen Landwirtschaft meistens mit Ballenpressen zu kleinen oder großen Ballen in Form von Quadern oder Zylindern verdichtet. Kleine Quaderballen mit Abmessungen von üblicherweise etwa 40 × 50 × 100 cm sind mit einem Gewicht von 10 bis 30 kg noch handhabbar, die großen, bis zu mehreren hundert Kilogramm schweren Rund- oder Quaderballen erfordern Maschinen. Die Bergung von losem Heu z. B. mittels Ladewagen spielt insbesondere bei der Unterdachtrocknung eine Rolle. Bei trockener Lagerung kann das Heu über ein Jahr lang als Futtermittel für Nutztiere verwendet werden.

### Gerüsttrocknung
Zur Verringerung des Witterungsrisikos sind vor allem in niederschlagsreichen Gebieten Verfahren der Heubereitung statt auf dem Boden auf Gerüsten entwickelt worden, durch die die negativen Einflüsse von Niederschlägen auf die Trocknung und zugleich auch die Bröckelverluste verringert werden konnten. Nachteilig im Sinne einer rationellen Landwirtschaft nach heutigen Maßstäben ist aber, dass alle Gerüsttrocknungsverfahren ein hohes Maß an Handarbeit erfordern. Bei der Gerüsttrocknung finden verschiedene Formen von Heureitern Anwendung:
- Heinzen (einzelne Pfähle mit Querstangen)
- Schwedenreuter (an Pfähle gespannte Schnüre oder Drähte)
- Giebelhütten (gegeneinander zeltförmig aufgestellte Lattenroste)
- Dreibockreuter (pyramidenförmig aufgestellte Konstruktionen aus drei mit Querstangen verbundenen Pfählen).

Bei den Heinzen und Schwedenreutern kann das Erntegut unmittelbar nach dem Schnitt auf diese gehängt werden, bei den Heuhütten oder Dreibockreutern hingegen ist eine Vortrocknung auf rund 50 % Trockensubstanzgehalt auf dem Boden erforderlich.

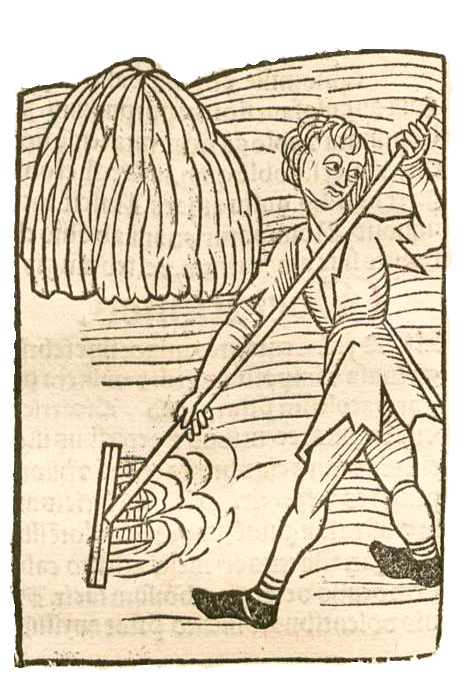
Hortus sanitatis, Mainz 1491. Abbildung zum Kapitel Fenum – Heu
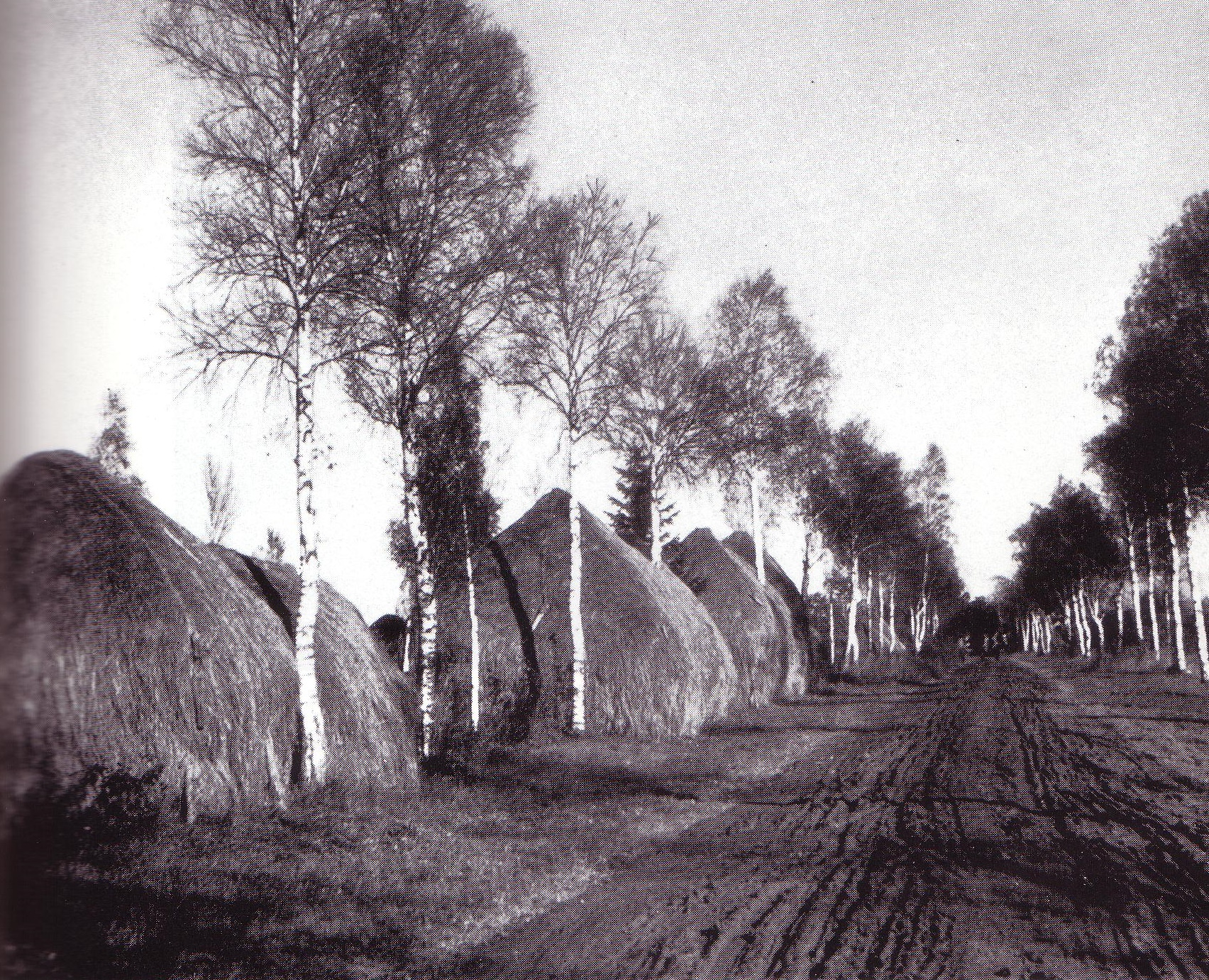
Heu-Vorratshaufen im ostpreußischen Moosbruch
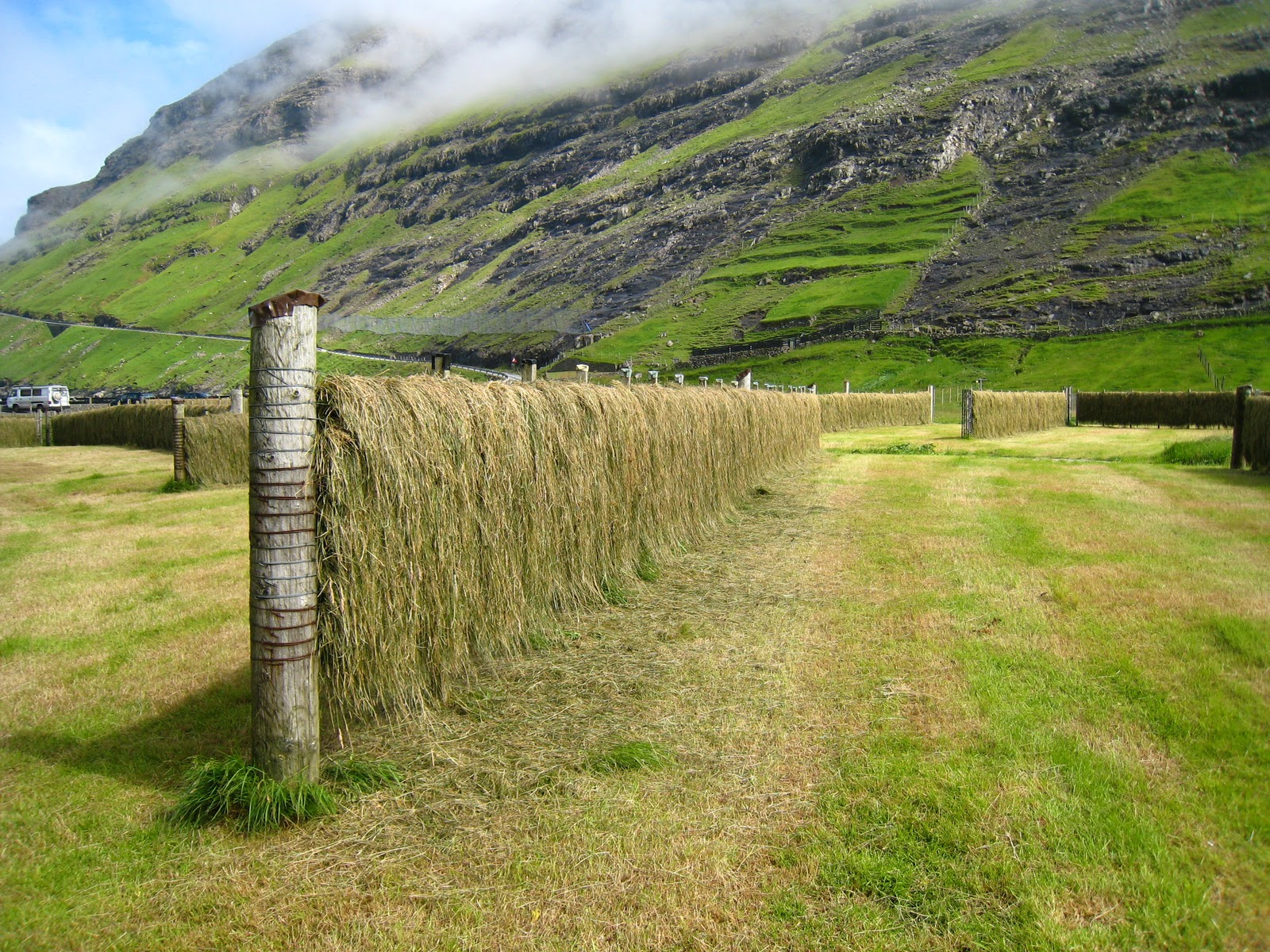
Gerüsttrocknung: Schwedenreuter in Tjørnuvik, Färöer
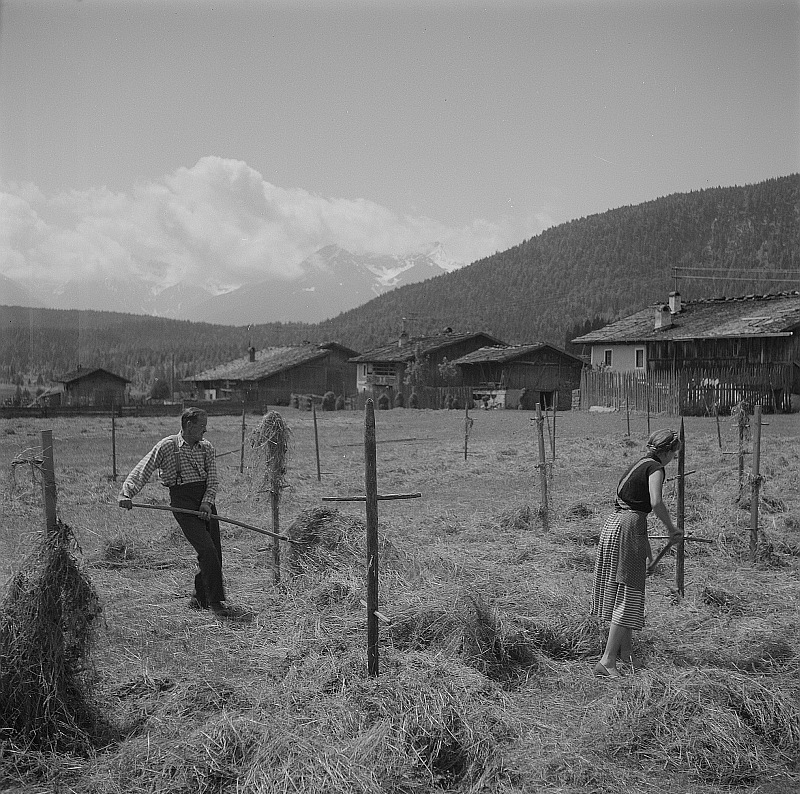
Heinzen in Leutasch, Österreich
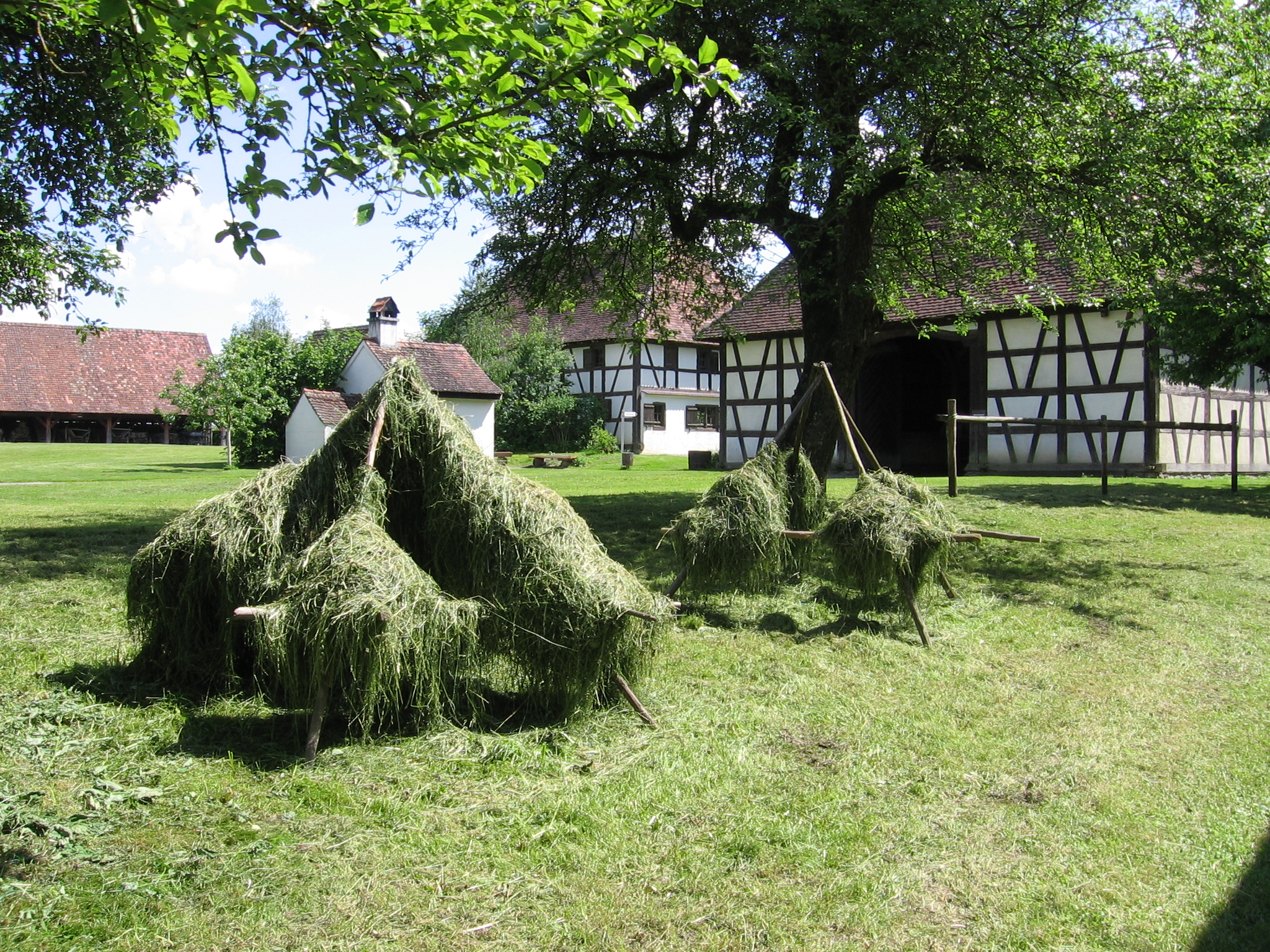
Dreibockreuter im Freilichtmuseum Kürnbach bei Biberach
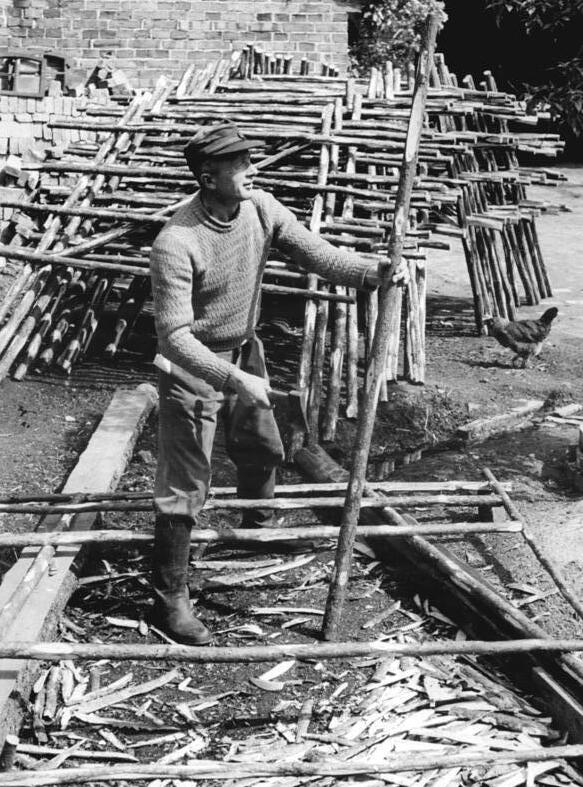
Bau von Lattenrosten für Heuhütten in Neustadt, Kreis Hoyerswerda
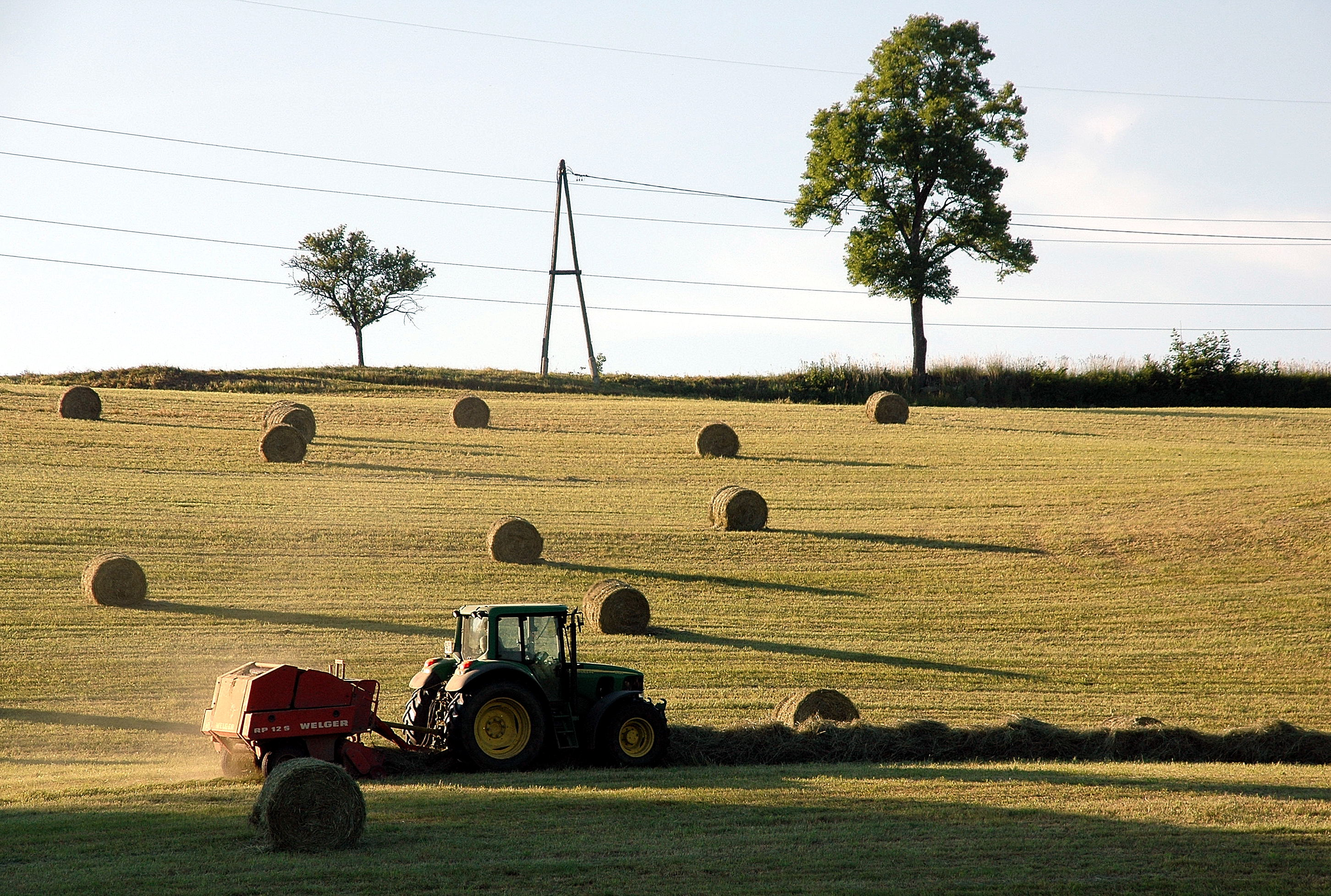
Heuernte: Pressen von Rundballen in Moosburg, Österreich
Mechanisierung anfangs 20. Jahrhundert im Schweizer Jura
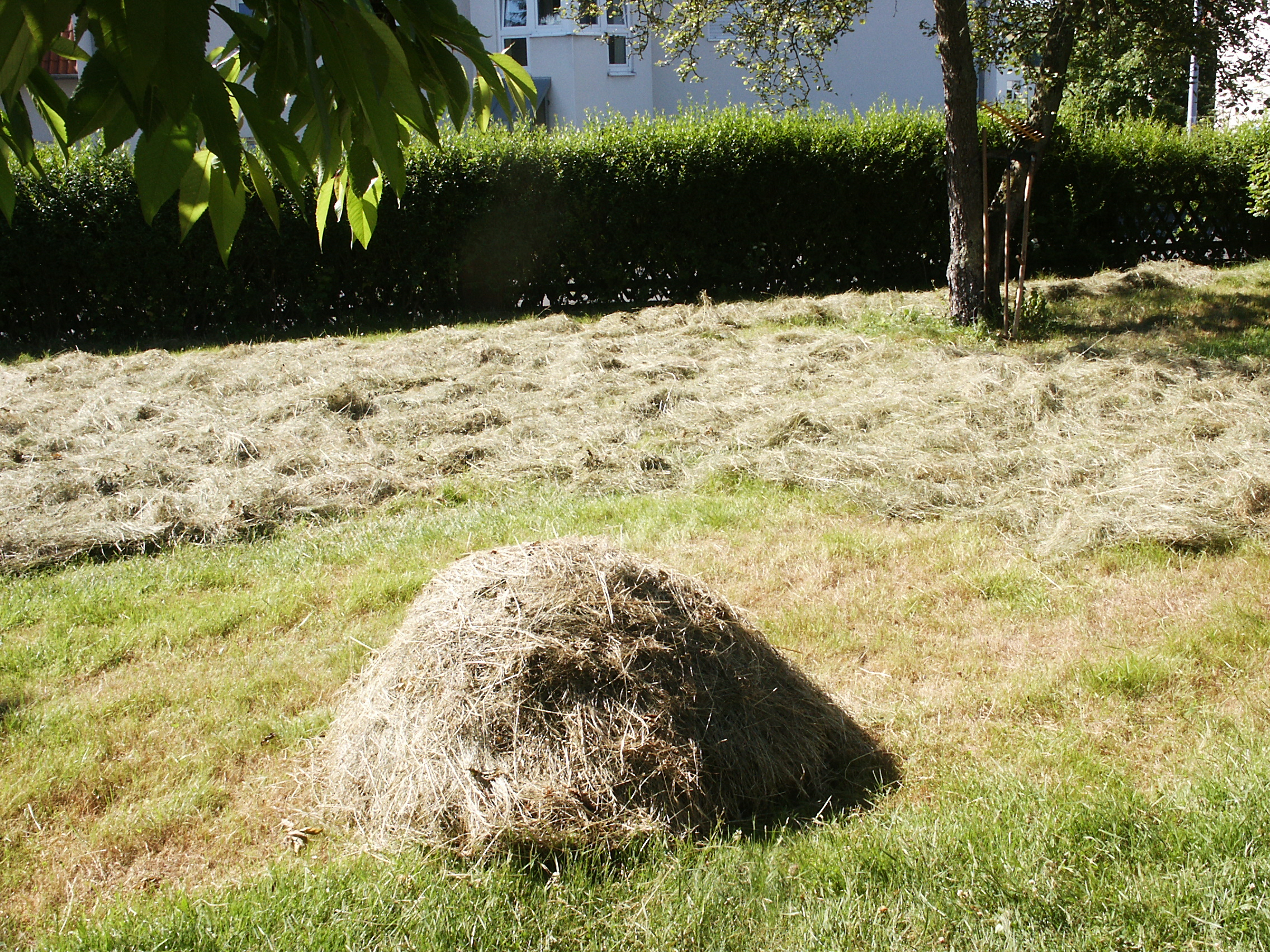
Heu auf Kegel als zeitweiser Schutz vor Regen
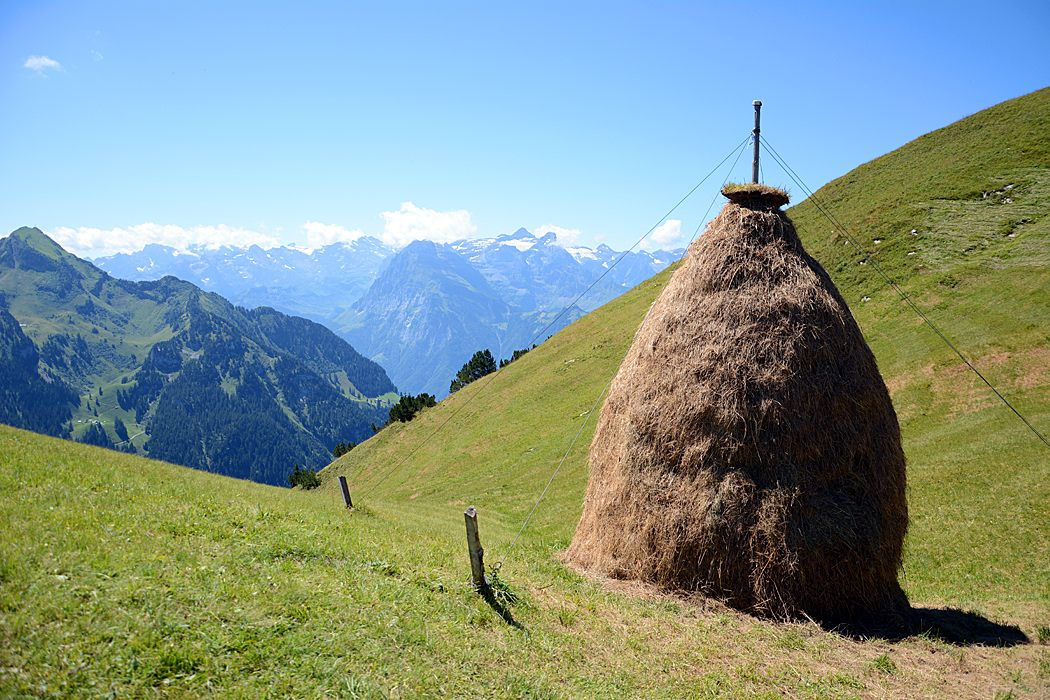
Wildheu-Triste

### Unterdachtrocknung
Die Verfahren zur Belüftungstrocknung des Heues dienen ebenfalls zur Verringerung des Wetterrisikos und der Bröckelverluste. Hierbei wird der Heustock (das Heulager) auf dem Bauernhof über Gebläse zwangsweise mit kalter oder auch angewärmter Luft so lange durchblasen (belüftet), bis ein sicher konservierender Trockensubstanzgehalt erreicht ist. Je nach Auslegung der Anlage kann das auf dem Boden vorgetrocknete Mähgut bereits mit einem Feuchtigkeitsgehalt von noch 65 % eingefahren werden; bei günstiger Witterung ist dies bereits nach einem Tag Bodentrocknung der Fall. Nach hinreichender Trocknung des Heues kann dieses zur weiteren Lagerung im gleichen Lager verbleiben.
Qualitativ hochwertiges Heu sollte staubarm sein und einen Trockensubstanzgehalt von etwa 86 % haben. Heu muss vor der Fütterung mindestens zwei Monate gelagert werden, da es sonst aufgrund nicht abgeschlossener Fermentationsvorgänge (sogenannte Schwitzphase) im Heu zu gefährlichen Verdauungsstörungen kommen kann.
Die einzelnen Schnitte zeigen deutliche Qualitätsunterschiede: Das Heu umfasst die faser- und kohlenhydratreichen Gräser bis zur ersten Blüte und die typischen Frühlings-Wiesenblumen (beispielsweise Hahnenfuß oder Schafgarbe). Grummet ist kürzer und enthält mehr Kräuter. Es ist aufgrund eines relativ zum ersten Schnitt früheren Schnittzeitpunkts nährstoffreicher bzw. hat einen niedrigeren Anteil an Strukturkohlenhydraten als Heu. Grummet ist wegen seines hohen Eiweißgehalts besonders für Milchvieh als Futter geeignet. Aufgrund der Kolikgefahr kann es für Pferde dagegen sogar gefährlich sein. Die weiteren Schnitte sind minderwertig und weit verbreitet ist stattdessen das Nachgrasen.
Der erste Schnitt wird in heutigen Produktionsverfahren nicht als Heu, sondern weit überwiegend zu Silage konserviert, um den Gesamtertrag des Grünlandes zu erhöhen sowie um Verdaulichkeit und Nährstoffgehalt des Futtermittels zu erhöhen. Zudem wird so der Blattanteil (Kräuter, Blumen) minimiert. Dieser neigt in der Silage zum Schimmeln und führt bei der Ernte zu erhöhten Verlusten. Aufwüchse für Silage werden meistens kurz vor dem Schossen gemäht, Aufwüchse für Heu zwei bis vier Wochen später. Durch den späteren Schnittzeitpunkt erhöht sich der Anteil der Strukturkohlenhydrate (siehe auch Rohfaser) in der Pflanze, was einerseits die Trocknung verkürzt und andererseits zu weniger Verlusten auf dem Feld führt (weniger Bergeverluste durch höheren Stängelanteil). Die Anzahl möglicher Nutzungen der Aufwüchse richtet sich sehr nach der Intensität der Bewirtschaftung. Bei extensiver Flächennutzung werden die Flächen ein- bis zweimal pro Jahr gemäht (evtl. plus Nachweide), bei intensiver Landbewirtschaftung drei- bis fünfmal pro Jahr (eventuell anschließend Nachweide oder Mulch-/Pflegeschnitt). Die Stärke der Bewirtschaftung ist auch vom Standort (Klima, Boden usw.) abhängig.
Bei Heu als Konservierungsform ist das Witterungsrisiko deutlich höher als bei Silage: Während Silage optimalerweise bei einem Wassergehalt von 65 % eingefahren wird, sollte Heu nicht mehr als 15 % Wasser enthalten. Daher muss es zur Trocknung wesentlich länger auf dem Feld verbleiben (bis zu mehrere Tage, Silage zum Teil nur einen Tag). Um ein Verderben des Heus bei ungünstiger Witterung zu vermeiden, wurde es früher verbreitet (per Hand) auf Heureiter gehängt (Gerüsttrocknung, siehe oben). Wird das Heu zu feucht gepresst, führt dieses vor allem durch Pilze (Hefen) zu einer Nacherwärmung des Materials. Damit verbunden sind Nährstoffverluste und eine Verunreinigung mit Gärschädlingen. Zu feuchtes Heu kann aufgrund intensiver Gärung so hohe Wärmeleistung erzeugen, dass es in dafür passender Anhäufung im Inneren so hohe Temperaturen erreicht, dass sich etwa Heuballen oder Heulager selbst entzünden können (Heuselbstentzündung).
Wegen des sommerfeuchteren Klimas in Norddeutschland ist Heu als Konservierungsform dort deutlich weniger verbreitet als in Süddeutschland. Daneben haben aber auch die niedrigeren Verluste und die einfachere Handhabung dafür gesorgt, dass Silage und Heulage heute verbreitetere Konservierungsformen in der Landwirtschaft sind.

### Differenzierung und Benennung nach Erntezeitpunkt

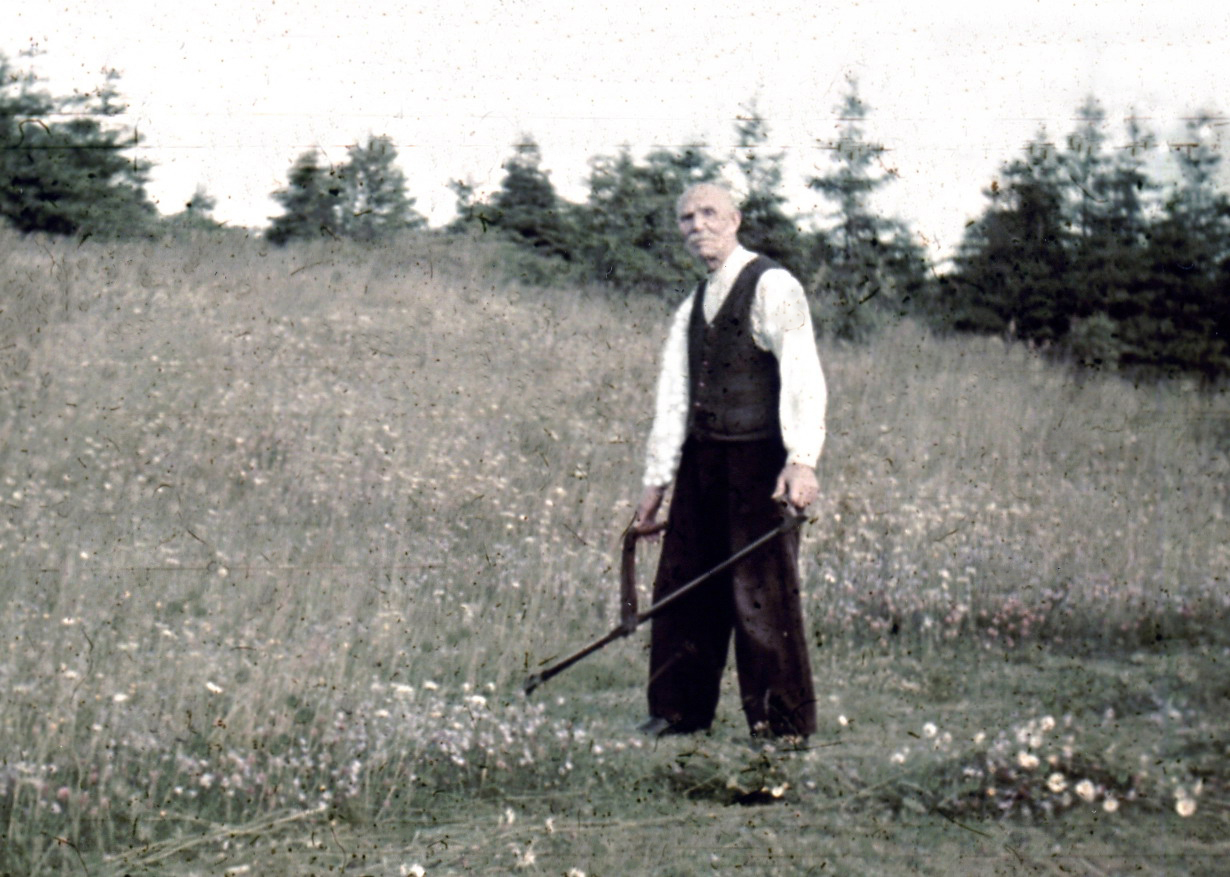
Grasmahd mit Sense, bei Haselbach, Thüringer Wald, Anfang der 1940er Jahre

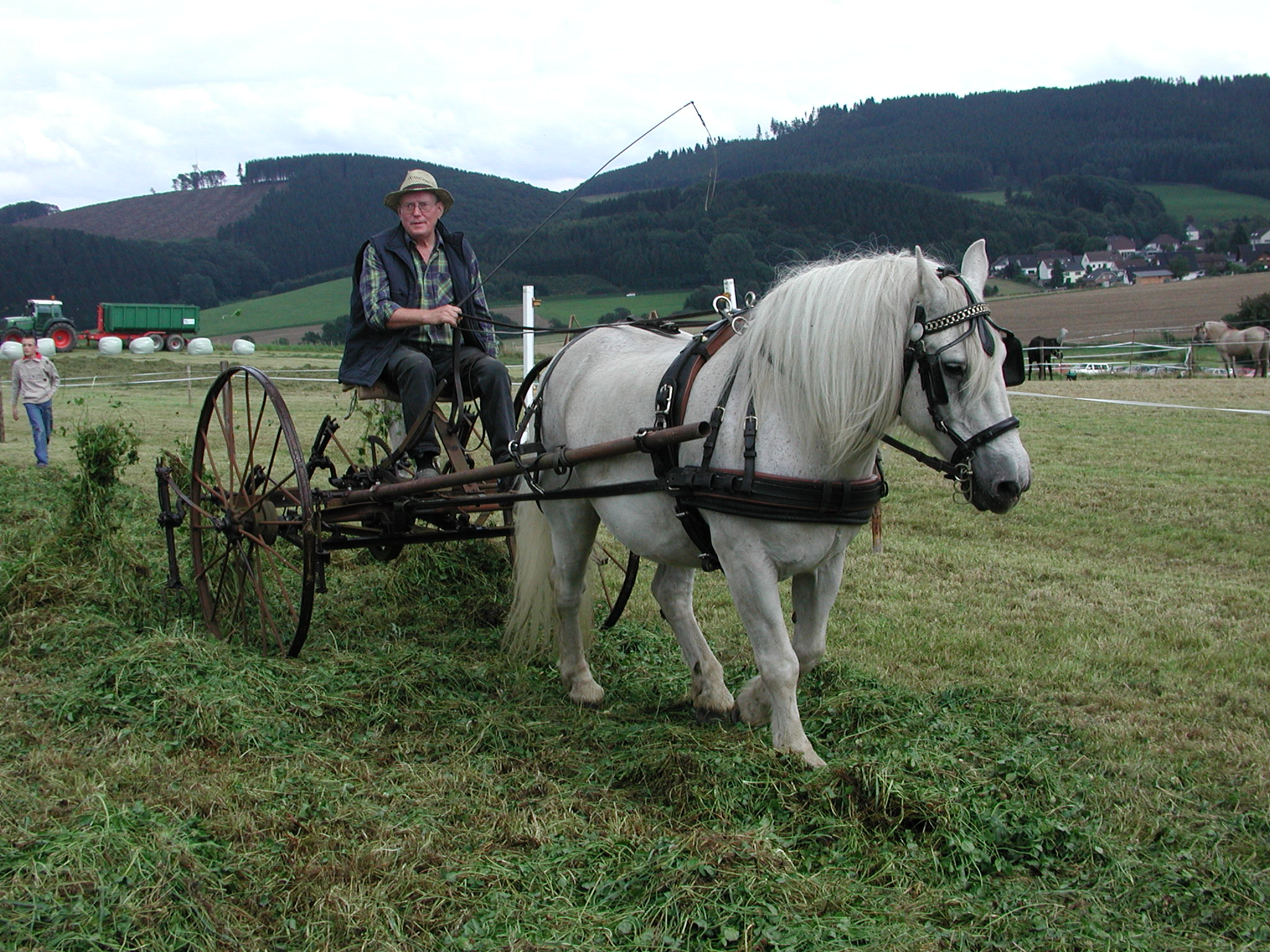
Heuwenden mit pferdegezogenem Gabelheuwender in Affeln, Sauerland

Je nach Region, aber auch regionaler Höhenlage (klimatische Umstände) werden Wiesen in Mitteleuropa bis zu sechsmal im Jahr geschnitten (Schnitte oder Mahden).

#### Erster Schnitt: Heumahd
Dabei heißt der erste Schnitt, der im Frühsommer stattfindet, speziell Heumahd (die f., regional auch das n., Frühmahd, Frühheu, Vormahd u. a. m.), sodass man in Fachkreisen mit ‚Heu‘ nur das Futter der Frühsommerernte meint. Diese Spezialisierung ist im Süden ausgeprägter als im Norden.

#### Zweiter Schnitt: Grummet, Emde, Ettgrön
Der zweite Schnitt, der meist im Hochsommer erfolgt, und auch dessen Ernte heißen allgemeindeutsch Grummet (n.). Andere regionale Ausdrücke sind Emd(e), Öhmd, oder Ettgrön. Wo es nur zwei Schnitte gibt, sagt man auch Nachmahd, sonst bezeichnet das einen weiteren Schnitt. Das Fehlen eines eigenen Wortes für den zweiten Schnitt ist für das frühe 20. Jh. nur für zwei größere Inseln, im Südmärkischen bei Berlin (zweiter Schnitt), und Erzgebirgischen (zweite Schur), belegt.
Das Grummet zeichnet sich durch einen höheren Eiweißgehalt aus, weshalb es intensivere Trocknung erfahren muss als der erste Schnitt. In der Landwirtschaft werden Heuwender zur Unterstützung der Mähguttrocknung eingesetzt. Bei nicht ausreichender Trocknung besteht die Gefahr der Selbstentzündung bei der anschließenden Lagerung auf dem Heuboden.

#### Weitere Schnitte
Der dritte Schnitt hat nur regional ein eigenes Wort, etwa tirolisch Pofel, ahrntalerisch Böüfel, dessen Wortherkunft unbekannt ist, oder im Salzburger Seenland, Mondseeland und im Tennengau Woad (zu ‚weiden‘, dann kann das Vieh zum „Nachweiden“ auf die Mähwiesen gestellt werden). Sonst werden die weiteren Schnitte nur durchgezählt (dritter Schnitt).
Vor der Heumahd ausgeführte Schnitte im Frühjahr heißen regional Vor- oder Frühschnitt; teils steht das auch für die Heumahd.

## Geschichte der Heuwirtschaft

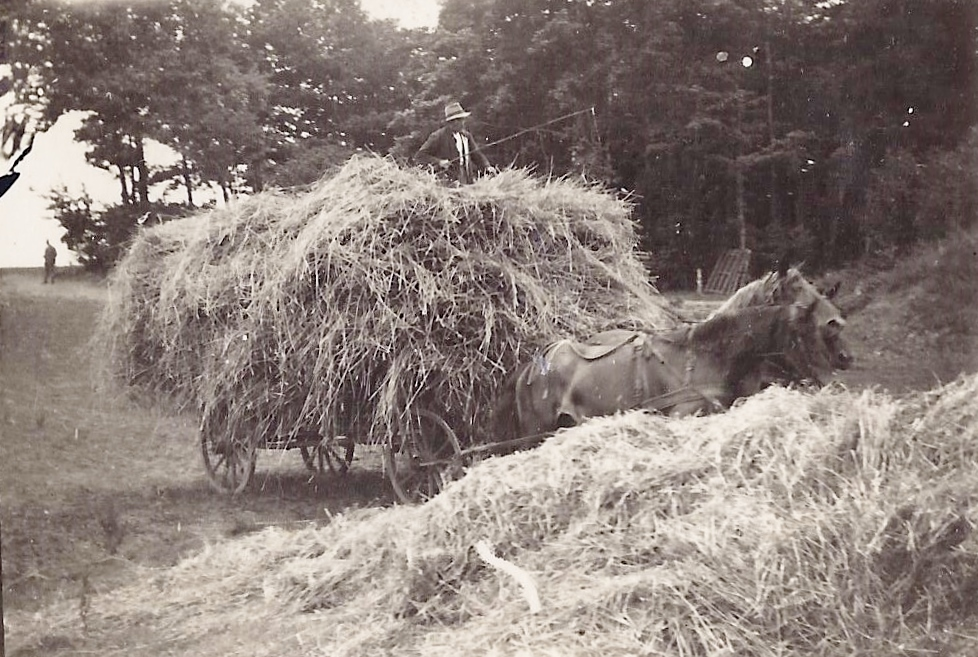
Heuernte in Pommern

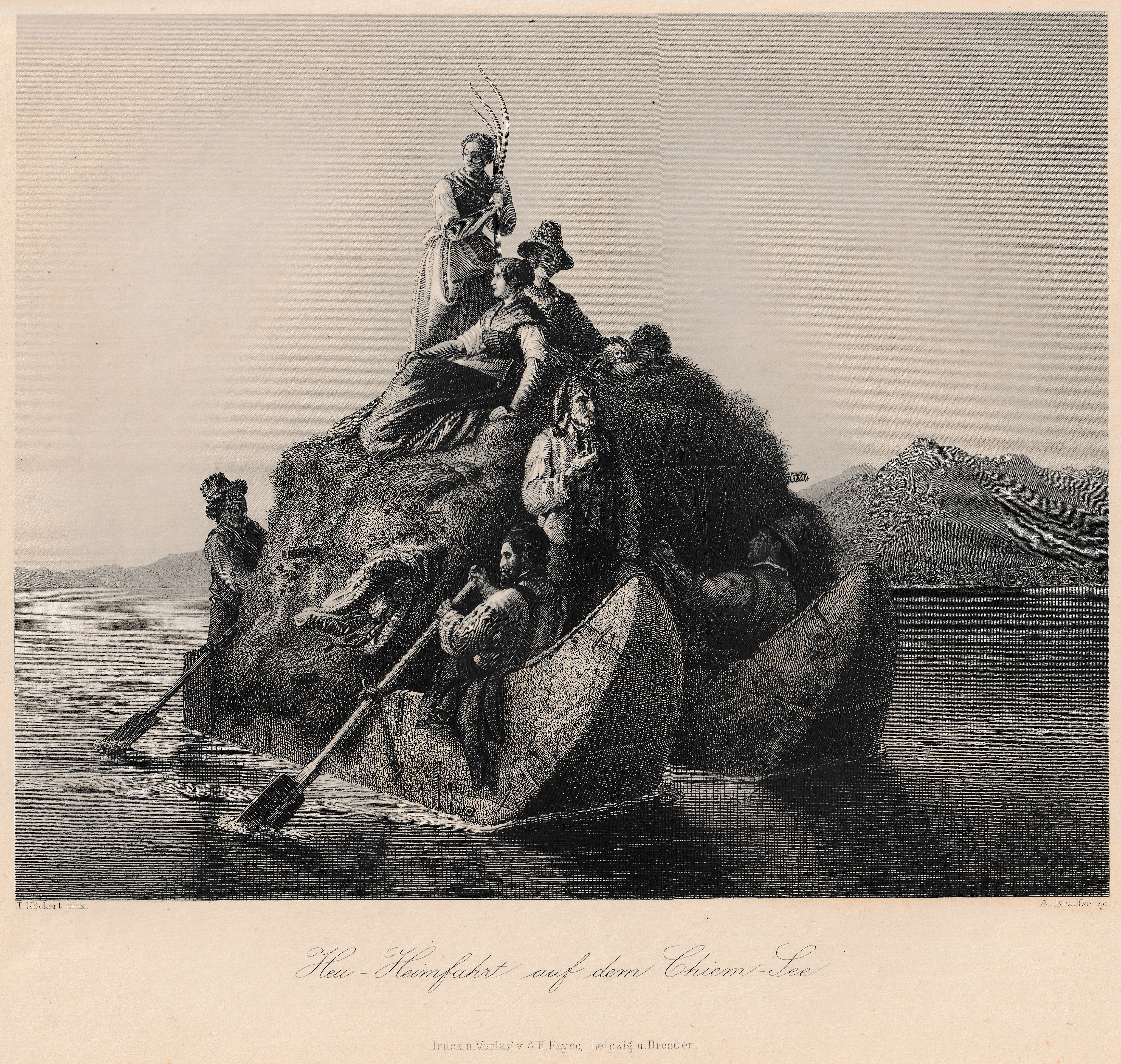
Heu-Heimfahrt auf dem Chiemsee, Mitte des 19. Jh.

### Etymologie
Das Wort Heu (von mittelhochdeutsch höu, althochdeutsch houwi/hewi) selbst steht als „das Gehauene“ (Abgehauenes, zum Dörrenlassen abgemähtes Gras) oder „das zu Hauende“ sicherlich in Nähe zu hauen (mittelhochdeutsch houwen). Mahd ist das tendenziell oberdeutsche Substantiv zu mähen, bezeichnet sowohl den Vorgang als auch das Ergebnis (‚das Gemähte‘, vergl. säen → Saat: Aussaat und Saatgut) und hat sich wohl sekundär auf das Heumachen eingeengt; Getreide und andere Feldgewächse (wie Hanf/Flachs) werden „geschnitten“, nicht „gemäht“.
Das Wort Grummet als Hauptform für ‚zweite Mahd‘ ist aus mhd. gruonmât entstanden, seit dem 13. Jh. nachzuweisen und ist nach heutiger Ansicht eine Kompositumbildung als Ersatz zu Heu, dessen Bedeutung sich auf den ersten Schnitt einengte. In der Zusammensetzung mit Mahd wird der erste Bestandteil etymologisch zunächst auf grün bezogen, vielleicht weil zunehmend auch anderes Grünfutter wie Nachsaaten gemäht wurde, geht aber auf einen gemeingermanischen Stamm *grō- ‚wachsen‘ zurück, der auch grün und Gras zugrunde liegt. In seiner heute hochdeutschen Form ist das Wort in den Vogesen (Grummat) und den Sudeten (Grummet) gebräuchlich. Daneben sind in Tirol Gruamat, oberbayerisch-österreichisch Groamat/d, niederbayerisch Gram(m)at, Groamet, in der Rhön Grommet, im Rheinischen Schiefergebirge Graumet, westmitteldeutsch Gro(o)m, Grommet, Gromisch (mit Lautung bis J-), niedersächsisch Gramme(t), Grammer, ostmitteldeutsch Grum(m)t, Gru(h)nd, ostpreußisch Gromme(l)t verbreitet.
Als zweite Form steht alemannisch Emde (n.), aus mhd. âmât für ‚Abmahd‘ (mhd. ā- für ‚fort, weg‘) in derselben Bildung wie Grummet. Heute am verbreitetsten ist schweizerdeutsch und schwäbisch Ö(h)md, E(h)mt, am Rhein auch Amat, nördlich O(h)m(e)t, vorarlbergisch O(h)mad, zwischen Donau und Lech Aumat. Daneben findet es sich auf einer Sprachinsel im Harz auch Ommeten.
Eine dritte Form ist Ettgrön, ett- zu ahd. ita- ‚wieder-‘ (wie in ahd. itaruchen ‚wiederkäuen‘ und ahd. ‚wiederkehren‘). Dieses Wort hat sich nur im Schleswigischen und Ostfriesischen erhalten, Ettgroahr fand sich an der Ems, Ettgrau im Weserbergland. Das Wort dürfte aber früher verbreiteter gewesen sein. Eine verwandte Form, Ettwort (zu asächs. wurt ‚Wurzel‘), ist oldenburgisch.
Eine weitere, wohl jüngere Form ist Nachmahd (f.). Sie findet sich nur im niederdeutschen Sprachraum, allgemein Na(h)mad/t, holsteinisch Na/ohmeid, niederfränkisch/westfälisch N(a)ohmatt, und bildet Nebenformen wie limburgisch Nohheu ‚Nachheu‘ und ostpommersch No(h)schnitt; kleinräumig bei Lüneburg war auch Nachgras und im Oldenburgischen Nohgrus in Gebrauch.

### Traditionelle Heuwirtschaft
Die Heuwirtschaft ist die Produktion von trockenkonserviertem Grünfutter für die winterliche Stallfütterung. Diese weltweit verbreitete Wirtschaftsform geht im Alpenraum wohl in das Hochmittelalter zurück (Schwaigen) und war bis in das spätere 20. Jahrhundert die weitaus verbreitete Arbeitsweise.
Bevor von Traktoren angetriebene Ladewagen und Ballenpressen allgemein verbreitet waren, wurde das Heu meistens auf Wagen, die von Pferden, Ochsen oder Kühen gezogen wurden, von Hand mit einer Heugabel geladen und zum Hof transportiert. Nachdem das Heu auf dem Wagen lag, wurde es mit einem Wiesbalken (regional auch Wiesbaum) der Länge nach beschwert. Ein daran befestigtes Seil wurde auf einer Winde mit den Windelöffeln aufgewickelt, gespannt und damit das Heu vor dem Herabfallen gesichert. Loses herabhängendes Heu wurde mit dem Rechen entfernt und erneut aufgeladen.
In unwegsamerem Gelände (z. B. beim Wildheuen) musste das Heu oft auf dem Rücken in die Scheune getragen werden. Auch Holzschlitten fanden beim Heutransport Verwendung.
Mit dem Aufkommen der Silage (säuerungskonserviertes Grünfutter) wurde das aufwändigere und viel witterungsabhängigere Heuen aber zunehmend auch im kleinbäuerlichen Sektor verdrängt. Verzichteten beispielsweise in Österreich 1970 noch 80 Prozent der heimischen Landwirte auf Silofutter, so waren es um 2010 nur mehr 15 Prozent.
Nachdem in vielen Dörfern ganze Häuserreihen abbrannten, wurden im 18. Jahrhundert unter Pfalzgraf Karl IV. der Verhütung eines Feuerbrandes dienende strenge Anordnungen erlassen, in denen auch die vorschriftsmäßige Hantierung mit Heu und Stroh geregelt war.

### Renaissance der Heuwirtschaft im Kontext der Ökologisierung
Dabei wurden aber schnell Nachteile insbesondere für die Milchprodukteherstellung erkennbar; besonders traditionelle Käsesorten, insbesondere langgereifte Hartkäse aus Rohmilch (wie Emmentaler, Bergkäse), waren mit Milch aus Silagefütterung nicht oder schlecht herstellbar (Clostridien-Gefahr).
Daher wurde silofreie oder hartkäsetaugliche Milch zunehmend wieder zu einer marktrelevanten Produktsparte.
Außerdem wurde das Heumachen zunehmend sowohl als Kulturgut als auch als Maßnahme des Landschafts- und Naturschutzes erkannt, denn die in der Silageherstellung möglichen frühen Einschnitttermine schon im Mittfrühling und kürzeren Intervalle brachten die über Jahrhunderte entstandenen charakteristischen artenreichen Blumenwiesen innerhalb weniger Jahre zum Verschwinden.
Daher wird die Heuwirtschaft heute in einigen Bereichen zunehmend gefördert.

## Nutzung

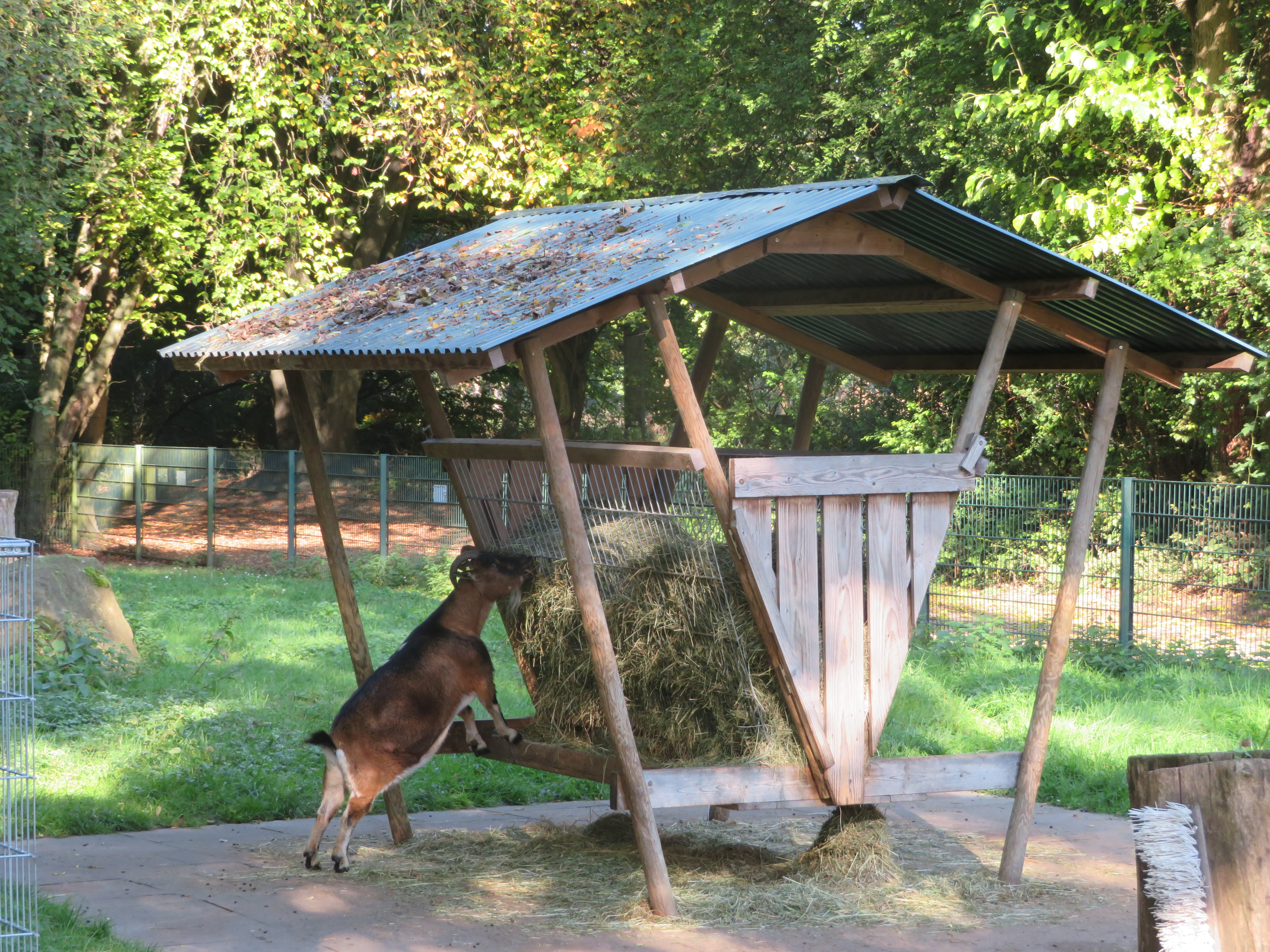
Überdachte Heuraufe

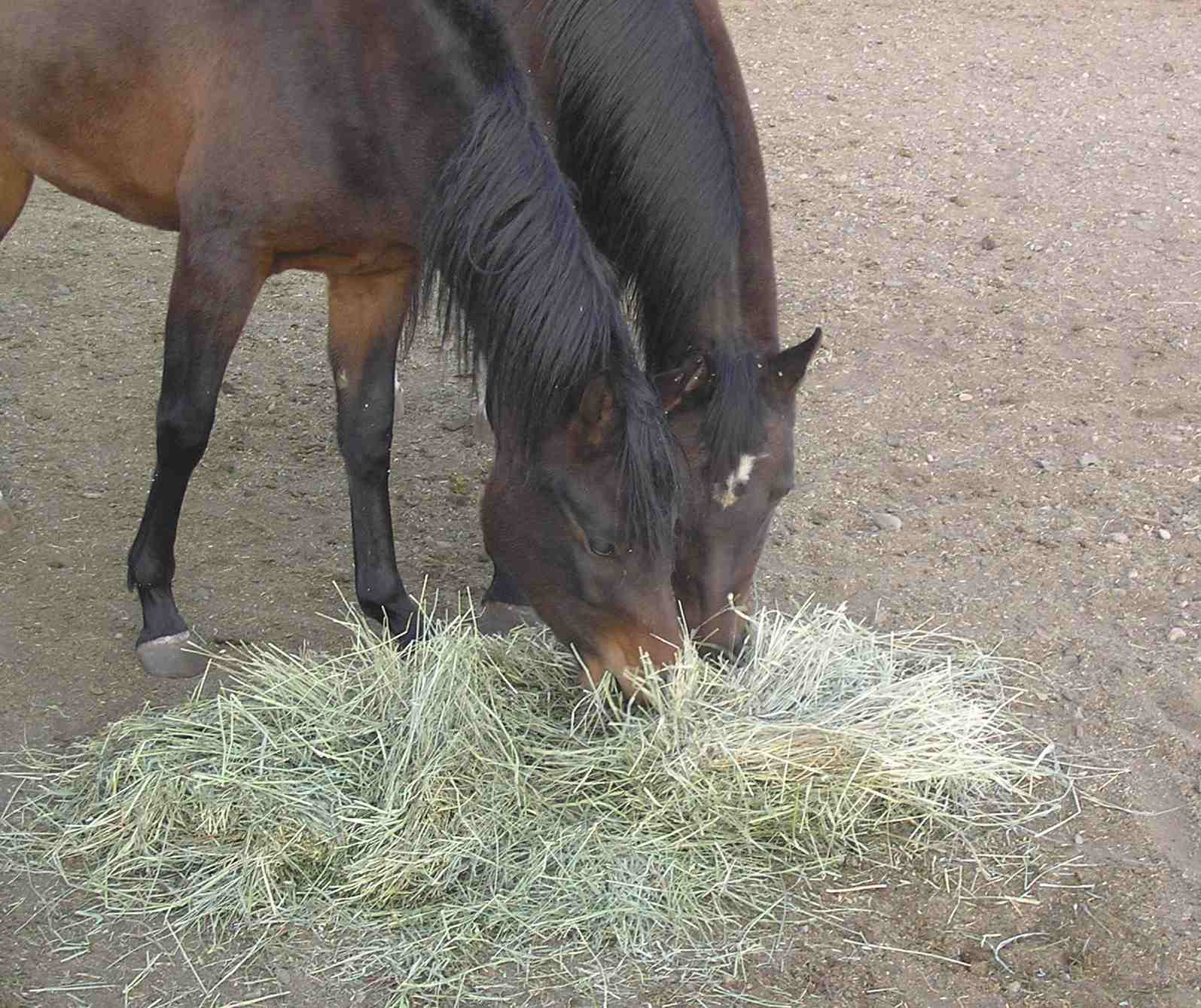
Fütterung von Pferden mit Heu

Die sommerliche Weide/Frischgras- und winterliche Heufütterung war traditionell die allgemein übliche Wirtschaftsweise in der Viehhaltung, im Alpenraum bis in das mittlere 20. Jahrhundert hinein. Mit dem Aufkommen der logistisch viel effizienteren Silage-Wirtschaft wurde das Heumachen weitgehend aufgegeben. Die Heuwirtschaft hielt sich hauptsächlich für die Rohmilchkäseerzeugung (Emmentaler, Gruyere, Sbrinz etc.), weil dabei die Gefahr einer Buttersäuregärung bei der Reifung durch Clostridiensporen deutlich geringer war, sowie für Zulieferer vereinzelter regionaler Molkereispezialitäten. Deshalb ist für die Lieferanten von Rohmilchkäsereien Silagefütterung teilweise untersagt und wird durch Heu- und Grünmehl-Fütterung ersetzt. Regional wird Milch aus silagefreier Fütterung in Österreich und weiteren Ländern unter dem Markennamen Heumilch vertrieben.
Aufgrund seiner für Pferde günstigen Zusammensetzung hat Heu eine sehr hohe Bedeutung in der Pferdefütterung, der Einsatz in der Rinderfütterung nimmt durch die Vorzüglichkeit der Silagefütterung ab. Heu mit erhöhter Restfeuchte, das unter Luftabschluss konserviert wird, gilt als Heulage und kommt als staubfreies Futtermittel in der Pferdehaltung zur Verwendung. Trotz der teils vielfältigen Zusammensetzung aus mehreren Pflanzenarten gilt Heu rechtlich als Einzelfuttermittel.
Das bei der Heulagerung verbliebene Feinmaterial, hauptsächlich Blattbruch, Spelzen und Samen und sonstige Kleinteile, wird Heublumen (Graminis flos) genannt und ist ein traditionelles Heilmittel. Entsprechende Ätherische Ölmischungen nennt man in der Parfümerie Foin Coupé (Heugeruch). Cumarin verleiht frischem Grasschnitt seinen eigentümlichen, angenehm würzigen Geruch. Schimmelt das Heu, können gesundheitsgefährdende Cumarin-Derivate entstehen.
Zur energetischen Nutzung ist Heu bedingt geeignet, besonders aufgrund seines hohen Silicium-Gehalts, der zu besonders hartnäckiger Verunreinigung führt, und seiner vergleichsweise inhomogenen Konsistenz. Seine Verwendung als halmgutartiger Brennstoff ist in dafür geeigneten Heizungsanlagen zulässig. Aufgrund der Brennstoffeigenschaften von Heu ist die Anlagentechnik anspruchsvoller als beispielsweise bei Verbrennung von Holz, zudem ist auch bei Kleinanlagen eine nachgeschaltete Abgasreinigung nötig, um geltende Emissionsgrenzwerte einzuhalten.
In Österreich wird die Heuwirtschaft vor allem durch die ARGE Heumilch Österreich gefördert, in der etwa 8.000 Bauern vertreten sind, etwa 40 % der insgesamt etwa 20.000 Milcherzeuger in Österreich. Damit sind ein Viertel aller (bis 2014) registrierten 22 Käsesorten explizite Heumilchprodukte, und über drei Viertel anderweitig aufgrund der Herstellungsweise auf Heufütterung beschränkt. Die Genussregionen spielen inzwischen eine zentrale Rolle in der Vermarktung der nach ÖPUL-Programm gewonnenen Produkte.
Die traditionelle Heumilchwirtschaft in den österreichischen Alpen wurde 2023 in die Liste der Globally Important Agricultural Heritage Systems der FAO aufgenommen.

## Lebensmittelrechtliche Einordnung
Anlässlich der Vorstellung eines Brots, das mit wässrigem Auszug von Heu aromatisiert wurde, erklärte die steirische Lebensmittelbehörde, dass ein solches Brot nicht als Lebensmittel vermarktet werden darf. Ähnlich entschied früher die Kärntner Behörde zu einer Heulimonade.